# 다이메토에이트
다이메토에이트(Dimethoate)는 널리 사용되는 유기 인산염 살충제이자 살비제이다. 1950년대 아메리칸 사이아나미드에 의해 특허를 받고 도입되었다. 다른 유기 인산염과 마찬가지로, 다이메토에이트는 중추신경계 기능에 필수적인 효소인 콜린에스터레이스를 비활성화하는 아세틸콜린에스터레이스 억제제이다. 접촉 및 섭취를 통해 작용한다. 식물 조직 전체에 쉽게 흡수 및 분포되며, 비교적 빠르게 분해된다. 다이메토에이트의 분해 산물 중 하나인 오메토에이트는 강력한 콜린에스터레이스 억제제로, 모화합물보다 10배 더 독성이 강하다.

## 용도
다이메토에이트는 진딧물, 응애, 딱정벌레, 바구미, 매미충과 같은 곤충을 퇴치하기 위한 일반적인 살충제이다. 다이메토에이트는 주로 엽면 살포용 유제 또는 수화제 형태로 제조된다. 미국에서 매년 사용되는 약 800,000 kg(180만 파운드)의 다이메토에이트는 대부분 알팔파, 밀, 면화, 옥수수 작물에 사용된다. 2005년, 다이메토에이트는 사과, 브로콜리 라아브, 양배추, 케일, 포도, 결구상추, 시금치에 대한 사용이 중요한 식이 위험 기여자로 확인되어 미국에서 사용이 취소되었다. 다이메토에이트는 또한 가축의 쇠파리 및 진드기 구제 형태로도 사용된다. 2000년 현재, 다이메토에이트는 미국에서 주거 및 비농업 용도로 사용이 취소되었다.

## 환경
다이메토에이트는 비교적 잔류성이 낮지만, 높은 수용해도와 낮은 토양 흡착성으로 인해 환경에서 이동성이 높다. 다이메토에이트의 토양 반감기는 토양 유형 및 수분 함량에 따라 2.5일에서 31일까지 다양하게 나타난다. 다이메토에이트의 반감기는 미생물 분해 작용으로 인해 습한 토양에서 더 짧다. 물에서 가수분해에 의한 다이메토에이트의 분해는 온도와 pH에 크게 의존하며, 반감기는 12일에서 423일까지 다양하다.

## 건강 영향

### 노출 경로
일반 인구의 다이메토에이트 및 그 분해 산물인 오메토에이트 노출은 오염된 음식이나 물 섭취를 통해 발생할 수 있다. 다이메토에이트 적용 또는 제조에 종사하는 작업자들은 일반적으로 피부 접촉 또는 에어로졸 및 먼지 흡입을 통해 노출된다.

### 인간의 급성 노출
포유류에서 다이메토에이트는 쥐에서 체중 150 mg/kg, 쥐에서 체중 400 mg/kg의 LD50을 가진다. 경구, 경피 또는 흡입 경로를 통한 급성 노출은 설사, 메스꺼움, 발한, 시야 흐림, 호흡 곤란 및 심박수 저하와 같은 증상을 유발할 수 있다. 환자가 악화되기 전에 안정된 것처럼 보이다가 다시 악화되는 재발 상황은 더 높은 노출 용량과 관련이 있다. 호흡기 질환, 콜린에스터레이스 억제제 노출, 콜린에스터레이스 생성 손상 또는 간 기능 장애가 독성을 강화하는 역할을 할 수 있다.

### 인간의 만성 노출
다이메토에이트에 대한 만성 노출은 방향 감각 상실, 과민성, 기억력 및 집중력 저하, 악몽, 언어 장애와 같은 증상을 초래할 수 있다. 만성 노출은 또한 메스꺼움, 식욕 부진, 불쾌감과 관련이 있다. 정상적인 조건에서 만성 노출로 인한 기형 발생, 돌연변이 유발 또는 발암 효과의 가능성은 낮다.

## 과실파리 방제 노력
퀸즐랜드 과실파리(박트로세라 트리오니)는 테프리티드 파리 종으로, 호주 과일 작물에 연간 2,850만 달러 이상의 피해를 입혔다. 침입을 막기 위해 농부들은 다이메토에이트와 펜티온으로 작물을 처리했다. 2011년 오스트레일리아 농약 수의학 의약품 관리청 (APVMA)은 가정 정원의 식품 생산 식물 및 다양한 과일, 베리류, 박과류, 채소에 대한 다이메토에이트 함유 제품의 사용을 금지했다. 2023년 9월, 다이메토에이트 및 오메토에이트 수치가 아보카도 및 망고에 대한 허용 최대 잔류 한도를 초과한다는 우려로 인해 APVMA는 특정 열대 과일(아보카도 및 망고 포함)에 대한 과실파리 방제를 위한 수확 후 침지 방식으로 다이메토에이트 함유 화합물 사용에 대해 12개월 정지 통보를 발행했다.

## 상표명
다이메토에이트는 Cygon, De-fend, Rogor, Rogodan, Rogodial, Roxion, Dimetate, Devigon, Dicap, Dimet, B-58 등 다양한 상표명으로 판매된다.

## 중독 사건
2020년 10월 말, 불가리아 농부이자 이전 복권 당첨자인 한 남성이 러시아 B-58 브랜드의 액체를 마셨고, 2020년 11월 초 현재 혼수상태로 병원에 입원해 있다. 그는 정신과적 문제 이력이 있지만, 이 사건이 우발적인지 의도적인지는 현재 알려지지 않았다.